# Třída Car Nicobar
Třída Car Nicobar je třída rychlých hlídkových lodí indického námořnictva. Tvoří ji celkem 14 jednotek. Jejich úkolem je ochrana zájmů Indie v její námořní výlučné ekonomické zóně. Nasadit je lze též k pronásledování rychlých plavidel, např. pašeráckých člunů. Jsou to první indické válečné lodě poháněné vodními tryskami. Jediným zahraničním uživatelem třídy jsou Maledivy.

## Stavba
První série 10 plavidel byla indickým námořnictvem objednána v roce 2006. Všech 10 jednotek v letech 2007–2011 postavila indická loděnice Garden Reach Shipbuilders & Engineers (GRSE) v Kalkatě.
V březnu 2013 byla u stejné loděnice objednána druhá série čtyř lodí. První pár byl rozestavěn v červenci 2013 a druhý v lednu 2014. Druhá série do služby vstoupila v letech 2016-2017.
Jednotky třídy Car Nicobar:
| Jméno                  | Založení kýlu     | Spuštěna        | Vstup do služby   | Status |
| ---------------------- | ----------------- | --------------- | ----------------- | --- |
| INS Car Nicobar (T 69) | leden 2007        | listopad 2007   | 16. února 2009    | aktivní |
| INS Chetlat (T 70)     | leden 2007        | listopad 2007   | 16. února 2009    | aktivní |
| INS Kora Divh (T 71)   | srpen 2007        | červenec 2008   | 10. září 2009     | aktivní |
| INS Cheriyam (T 72)    | srpen 2007        | červenec 2008   | 10. září 2009     | aktivní |
| INS Cankarso (T 73)    | červenec 2008     | březen 2009     | 29. června 2010   | aktivní |
| INS Kondul (T 74)      | červenec 2008     | březen 2009     | 29. června 2010   | aktivní |
| INS Kalpeni (T 75)     | červenec 2008     | březen 2009     | 14. října 2010    | aktivní |
| INS Kabra (T 76)       | březen 2009       | březen 2010     | 8. června 2011    | aktivní |
| INS Koswari (T 77)     | březen 2009       | březen 2010     | 12. července 2011 | aktivní |
| INS Karuva (T 78)      | březen 2009       | březen 2010     | srpen 2011        | aktivní |
| INS Tarmugli (T 91)    | 16. července 2013 | 30. června 2015 | 23. května 2016   | Vyřazen 6. dubna 2023. Od 2. května 2023 provozován Maledivskou pobřežní stráží jako MCGS Huravee (P 801). |
| INS Tillanchang (T 92) | 16. července 2013 | 30. června 2015 | 9. března 2017    | aktivní |
| INS Tihayu (T 93)      | 24. ledna 2014    | 30. června 2015 | 19. října 2016    | aktivní |
| INS Tarasa (T 94)      | 24. ledna 2014    | 30. června 2016 | 26. září 2017     | aktivní |

## Konstrukce

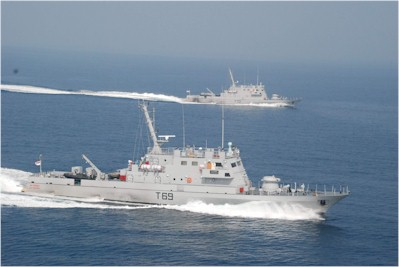
INS Car Nicobar (T69) a INS Chetlat (T70)

Nástavba plavidel je vyrobena z hliníku. Je tvarována s ohledem na vlastnosti stealth. Navigační radar je typu Furuno. Hlavní výzbroj tvoří jeden 30mm kanón CRN-91 s dostřelem 4 km na přídi. Doplňují ho dva 12,7mm kulomety. K obraně proti útoku ze vzduchu slouží protiletadlové řízené střely velmi krátkého dosahu Igla-S. Pohonný systém tvoří tři diesely MTU 16V 4000 M90, každý o výkonu 3648 hp, pohánějící tři vodní trysky Hamilton HM811. Nejvyšší rychlost dosahuje 35 uzlů.